# Naissance en 1372
Naissance
- 1368
- 1369
- 1370
- 1371
- 1372
- 1373
- 1374
- 1375
- 1376

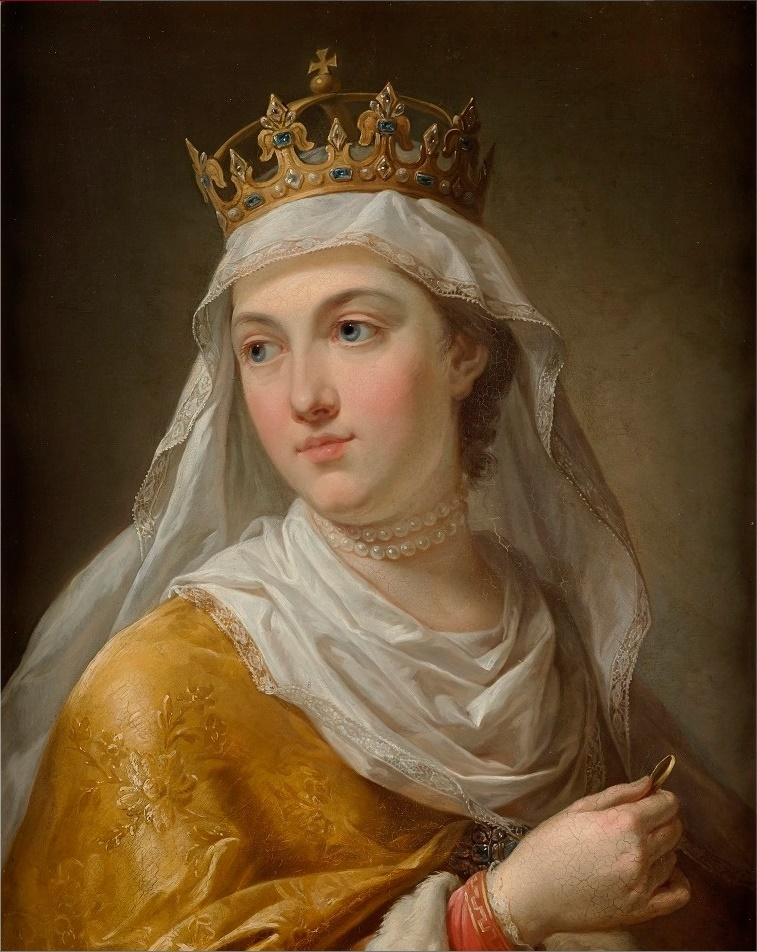
Hedwige Ire de Pologne, née en 1372.

Cette page dresse une liste de personnalités nées au cours de l'année 1372 :
- 15 février : Hedwige Ire de Pologne, Reine de Pologne.
- 18 février : Ibn Hajar al-Asqalani, ou Al-Hafiz Shihab ud-din Abul-Fadl Ahmad ibn Ali ibn Muhammad, juriste Shafiite et un théologien ash'arite de l'islam.
- 13 mars : Louis Ier d'Orléans, duc d'Orléans, de Valois, comte d'Angoulême, de Blois et de Comte de Périgord.

- Élisabeth de Pilica, reine consort de Pologne, grande-duchesse consort de Lituanie.
- Hélène Dragaš, impératrice byzantine épouse de Manuel II Paléologue.
- Béatrice Lascaris de Tende, noble italienne.
- Palla Strozzi, banquier, homme politique, homme de lettres, philosophe et philologue italien.
- Jan Hus, théologien, universitaire et réformateur religieux tchèque des XIVe et XVe siècles.

## Crédit d'auteurs
- Cet article est partiellement ou en totalité issu de l'article intitulé « 1372 » (voir la liste des auteurs).